# Zeche Schmachtenberg
Die Zeche Schmachtenberg in Essen-Kettwig ist ein ehemaliges Steinkohlenbergwerk. Das Bergwerk befand sich im Bereich des heutigen Berchemer Weges.

## Bergwerksgeschichte
Im Jahr 1748 wurde die Konzession durch den Abt von Werden erteilt. Vermutlich ging das Bergwerk im Anschluss daran in Betrieb. Im Jahr 1790 erfolgte eine erneute Konzession an Schmachtenberg, Hinnighoff et Consorten. Im Jahr 1802 war das Bergwerk in Betrieb, es wurden pro Tag 30 Ringel Steinkohle gefördert. Ab dem Jahr 1804 war das Bergwerk für mehrere Jahre außer Betrieb. Im Jahr 1833 wurde eine neue Mutung für einen tieferen Abbau eingelegt. Im Anschluss daran wurde das Bergwerk wieder in Betrieb genommen. Am 24. Juli des Jahres 1838 wurde ein Längenfeld verliehen. Am 24. März des Jahres 1855 konsolidierte die Zeche Schmachtenberg mit weiteren Bergwerken zur Zeche Kanzel.

## Förderung und Belegschaft
Im Jahr 1834 waren fünf Bergleute auf dem Bergwerk beschäftigt, die eine Förderung von 11.813 Scheffeln Steinkohle erbrachten. Im Jahr 1836 wurden 3605 preußische Tonnen Steinkohle gefördert. Im Jahr 1838 waren acht Bergleute auf dem Bergwerk beschäftigt. Im Jahr 1840 wurde eine Förderung von 3046 ½ preußische Tonnen Steinkohle erbracht. Die letzten bekannten Förderzahlen des Bergwerks stammen aus dem Jahr 1842, es wurden 4058 preußische Tonnen Steinkohle gefördert.